# Donald Regan
Donald Thomas "Don" Regan (Cambridge, 21 de dezembro de 1918 – Williamsburg, 10 de junho de 2003) foi um empresário e político norte-americano que serviu como o 66º Secretário do Tesouro dos Estados Unidos, de 1981 a 1985, e também 11º Chefe de Gabinete da Casa Branca entre 1985 e 1987, ambos durante a presidência de Ronald Reagan. Ele defendeu a "Reaganomics" e a redução de impostos para criar empregos e estimular a produção. Antes de servir com Reagan, ele havia servido como presidente da Merrill Lynch, onde trabalhava desde 1946. Estudou direito na Universidade Harvard e lutou na Segunda Guerra Mundial no Corpo de Fuzileiros Navais.